# مجلة القانون والتجارة
مجلة القانون والتجارة هي مراجعة قانونية نشرت من قبل مجموعة طلابية مستقلة في كلية الحقوق بجامعة بيتسبرغ، التي تركز على القانون التجاري والمهني المحلي والدولي. يتم نشر المجلة مرتين في السنة، مع توفر الإصدارات الحديثة على الإنترنت. نشرت المجلة بواسطة نظام المكتبات الجامعية في جامعة بيتسبرغ كجزء من برنامج دي سكرايب للنشر الرقمي.
تأسست المجلة في عام 1980، ويعكس تركيز المجلة على قانون التجارة والأعمال والضرائب والشركات اهتمامات كلية الحقوق في تلك النطاقات. تكرس المجلة جزءًا من كل مجلد بالمسائل المتعلقة باتفاقية الأمم المتحدة بشأن عقود البيع الدولي للبضائع. نظرًا للطبيعة الدولية لهذا البحث، تترجم المجلة هذه القضايا إلى لغات متعددة.

## المساهمون البارزون
- ألان فارنسورث [3]
- جون إي موراي الابن [4] [5]
- ديك ثورنبرج [6]
- ويليام إدوارد سيل [7]
- روجيرو جيه الديسرت [8]
- أنيتا هيل [9]

## روابط خارجية
- الموقع الرسمي
- تصنيفات تأثير مراجعة قانون Washington & Lee Law School